# Eleições municipais em Rio Branco em 1985
As eleições municipais em Rio Branco em 1985 ocorreram em 15 de novembro, como parte das eleições em 201 municípios nos 23 estados brasileiros e nos territórios federais do Amapá e Roraima. Foi a primeira eleição da Nova República e a primeira onde os rio-branquenses escolheram seu alcaide pelo voto direto desde Aníbal Miranda Ferreira da Silva, em 1963.

## Resultado da eleição para prefeito
Foram apurados 44.630 votos nominais, assim distribuídos:
| Candidatos a prefeito de Rio Branco | Candidatos a vice-prefeito    | Número | Coligação            | Votação | Percentual |
| ----------------------------------- | ----------------------------- | ------ | -------------------- | ------- | ---------- |
| Adalberto Aragão PMDB               | Airton Rocha PMDB             | 15     | PMDB (sem coligação) | 23.957  | 53,68%     |
| Luiz Pereira de Lima PDS            | Eduardo Holanda e Souza PDS   | 11     | PDS (sem coligação)  | 15.353  | 34,40%     |
| Arlindo Ferreira da Cunha PFL       | Marly Genari Tezza PFL        | 25     | PFL (sem coligação)  | 3.369   | 7,55%      |
| Raimundo Cardoso de Freitas PT      | José Granjeiro Mendes PT      | 13     | PT (sem coligação)   | 1.610   | 3,61%      |
| Pedro Vicente da Costa Sobrinho PCB | Estanislau Siqueira Souza PCB | 23     | PCB (sem coligação)  | 341     | 0,76%      |
| Fontes:                             |                               |        |                      |         |            |